# Thomas James (capitaine)
Pour les articles homonymes, voir Thomas James (homonymie) et James.
Thomas James (Royaume-Uni, 1593-1635) était capitaine de navire. Il a exploré la baie d'Hudson et la baie James en 1631 et en 1632 pour trouver un passage vers le Nord-Ouest. Avec un seul navire, le Henrietta Maria, il s'aventura dans la baie James et passa un hiver difficile sur l'Île de Charleton. Il continua son voyage en 1632 dans l'océan Arctique avant de revenir en octobre au port de Bristol. Il raconta son aventure et décrivit en détail ses découvertes en 1633 dans The Strange and Dangerous Voyage of Captaine Thomas James (L'étrange et dangereux voyage du capitaine Thomas James).